# Edwin Olin Downes
Edwin Olin Downes (* 27. Januar 1886 in Evanston; † 22. August 1955 in New York) war ein US-amerikanischer Musikwissenschaftler, Musikkritiker und Musikschriftsteller. Sein Sohn war der Musikkritiker Edward Olin Davenport Downes (1911–2001).

## Leben und Werk
Edwin Olin Downes wirkte nach Musikstudien von 1906 bis 1924 als Musikkritiker der Boston Post. Danach wechselte er als Erster Musikkritiker zur New York Times. Downes hielt auch Vorlesungen zum Thema Oper an der Boston University.

## Werke von Edwin Olin Downes (Auswahl)
- The Lure of Music (New York, 1918).
- Symphonic Masterpieces (21935).
- Select Songs of Russian Composers (als Herausgeber).
- A Treasury of American Song (zusammen mit Elie Siegmeister, 1940).
- Olin Downs on Music (Sammlung verstreuter Schriften von 1906 bis 1955, herausgegeben von I. Downes, New York 1957 und 1968).